# セックス・アンド・ザ・シティ (映画)
『セックス・アンド・ザ・シティ』（Sex and the City）は、2008年公開のアメリカ映画。同名のドラマの映画版でドラマの最終話から4年後という設定。
日本では映倫によってPG-12指定を受けている。

## ストーリー
テレビシリーズから4年後、ビッグ（クリス・ノース）とキャリー（サラ・ジェシカ・パーカー）は落ち着いた関係を継続させ、共に棲むアパートを探していた。33番目に見た部屋は大変酷いものだったが、そのアパートの最上階にあった物件は、キャリーが楽園と例える程の素晴らしいものだった。唯一の欠点である小さなクローゼットは、ビッグが広く美しいものに改築すると約束し、キャリーは承諾。2人はそのアパートに住むことにした。そんな中キャリーは、ミランダ（シンシア・ニクソン）、シャーロット（クリスティン・デイヴィス）、LAから遊びにきたサマンサ（キム・キャトラル）の3人とクリスティーズのオークションハウスへ出向く。サマンサの目当ては女優ブレア・エルケンが出品した花の指輪だった。その指輪は、彼女が3度離婚歴のある男性と、結婚することなく10年過ごした挙句、ある日突然捨てられ、腹いせにこのオークションに出品したものであった。その話を聞いたキャリーは脳裏に少しの不安がよぎった。その夜、キャリーはビッグにある提案をする。今自分が住んでいるマンションを売り、新居の購入資金に当てることで、法的にも2人の部屋にしたいということだった。その話を聞いたビッグは「結婚する？」と言った。キャリーは戸惑いながらも、快く受け入れ、2人は近々結婚式をあげることとなった。

## キャスト
| 役名                               | 俳優                     | 日本語吹替 |
| ---------------------------------- | ------------------------ | ---------- |
| キャリー・ブラッドショー           | サラ・ジェシカ・パーカー | 永島由子   |
| サマンサ・ジョーンズ               | キム・キャトラル         | 勝生真沙子 |
| シャーロット・ヨーク               | クリスティン・デイヴィス | 松谷彼哉   |
| ミランダ・ホッブス                 | シンシア・ニクソン       | 渡辺美佐   |
| ミスター・ビッグ                   | クリス・ノース           | 中田譲治   |
| ルイーズ                           | ジェニファー・ハドソン   | 根本圭子   |
| スティーブ・ブレディ               | デビッド・エイゲンバーグ | 中尾隆聖   |
| ハリー・ゴールデンブラット         | エヴァン・ハンドラー     | 朝倉栄介   |
| スミス・ジェロッド                 | ジェイソン・ルイス       | 三木眞一郎 |
| アンソニー・マレンチノ             | マリオ・カントーネ       | 中村伸一   |
| スタンフォード・ブラッチ           | ウィリー・ガーソン       | 岩崎ひろし |
| マグダ                             | リン・コーエン           | 斉藤昌     |
| ブレディ・ホッブス                 | ジョゼフ・プーポ         | 細野雅世   |
| リリー・ヨーク・ゴールデンブラット | アレクサンドラ・フォング | 寺田はるひ |
| ダンテ                             | ジル・マリーニ           | 近藤隆     |

- その他の日本語吹き替え：久嶋志帆／片貝薫／東條加那子／植竹香菜／藤吉浩二／前野智昭／松田健一郎

## スタッフ
- 監督・脚本：マイケル・パトリック・キング
- 製作：サラ・ジェシカ・パーカー、ジョン・メルフィー、ダーレン・スター、マイケル・パトリック・キング
- 製作総指揮：マイケル・パトリック・キング他
- 撮影：ジョン・トーマス
- プロダクションデザイン：
- 編集：マイケル・バーレンバウム
- 音楽：アーロン・シグマン
- 音楽スーパーバイザー：
- 衣装デザイン：パトリシア・フィールド
- キャスティング：
- プロダクションデザイン：
- 提供：ギャガ、フジテレビジョン、関西テレビ放送、WOWOW、博報堂DYメディアパートナーズ、朝日新聞社

## 興行収入
北米では5月30日に公開され、5574万ドル（約59億円）を記録して初登場1位となる。この初動成績はロマンティック・コメディ作品として歴代1位、R指定作品としては歴代3位でもある。公開3週目で1億ドルを突破。9月18日に公開終了し、約1億5000万ドルのヒットとなった。
日本では初登場3位を記録。

## 評価
- 映画館大賞「映画館スタッフが選ぶ、2008年に最もスクリーンで輝いた映画」第70位

## 地上波放送
- 2010年6月5日にフジテレビ系「土曜プレミアム」で地上波初放送。

## DVDリリース
日本では2009年1月23日にDVD、ブルーレイが発売。発売元はフジテレビジョン / ギャガ、販売元はエイベックス・マーケティング（現：エイベックス・ピクチャーズ）。
- SEX AND THE CITY THE MOVIE スタンダード・エディション（DVD1枚組）
  - 本編：劇場公開版本編を収録
  - 映像特典
    - 予告編集
    - キャスト・スタッフプロフィール
- SEX AND THE CITY THE MOVIE コレクターズ・エディション（DVD3枚組・初回限定生産）
  - ディスク1：本編DVD1（スタンダード・エディションと同様）
  - ディスク2：本編ディスク2
    - 未公開シーンを追加した「エクステンデッド版本編」を収録
    - 音声特典
      - オーディオコメンタリー

  - ディスク3：特典DVD
    - サラ・ジェシカ・パーカー&マイケル・パトリック・キングインタビュー
    - SATCファッションの全て
    - 未公開映像
    - ファーギースタジオ収録の裏側

  - 封入特典
    - 特製ブックレット

  - 特製アウターケース付きデジパック仕様
- SEX AND THE CITY THE MOVIE ブルーレイ（1枚組）
  - 本編：エクステンデッド版本編を収録
  - 映像・音声特典：DVDコレクターズ・エディションと同様